# كتابة جاوية
الكتابة جاوية أو كتابة هانچاراکا (چاراکن عند الآصلين؛ تجارکن بالكتبة القديمة) نظام كتابة اللغة الجاوية فيم قبل الاستعمار.

## معرض

### في الأدب

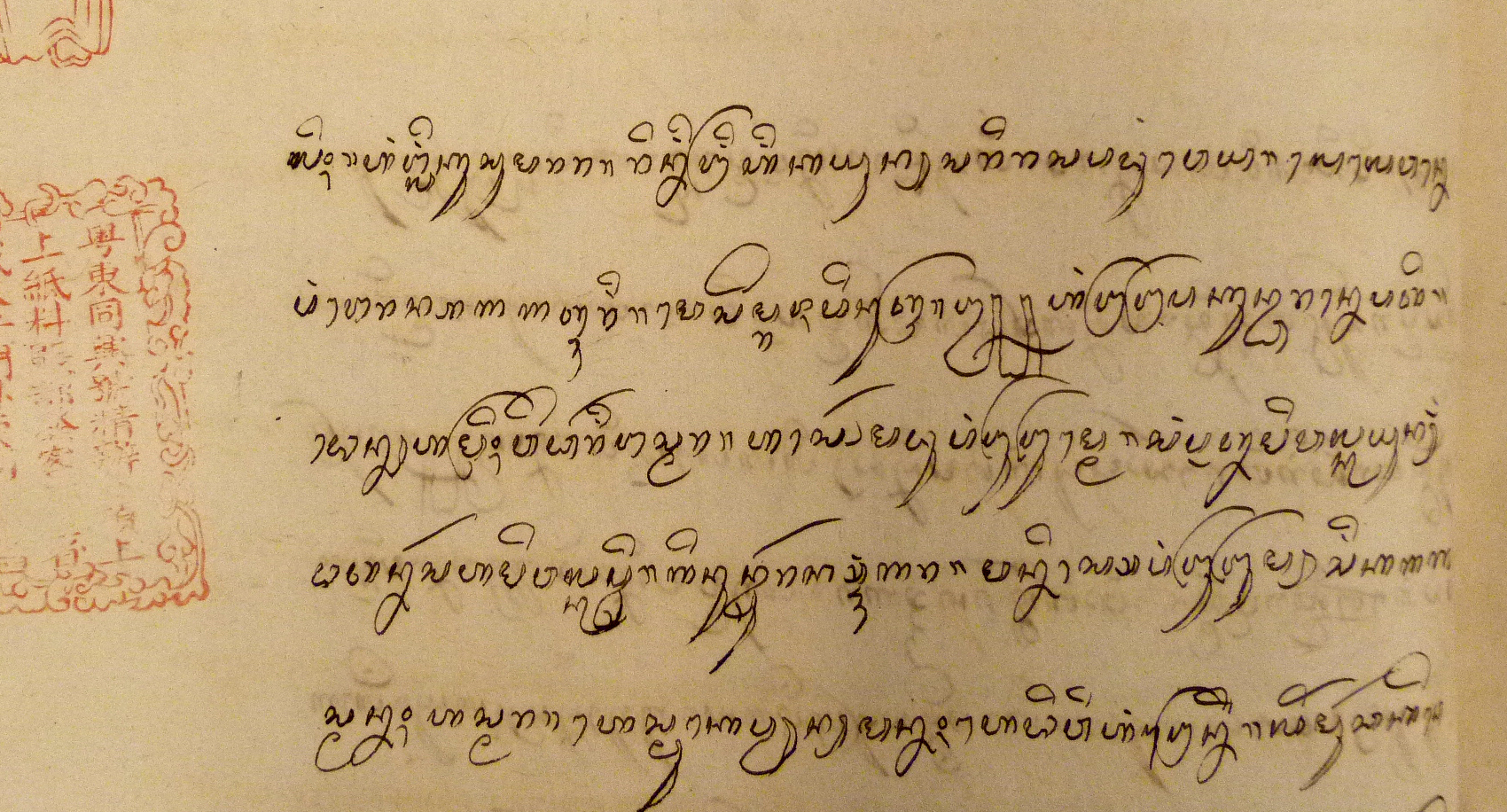
مخطوطة من القرن التاسع عشر في بانجي أنجرينى ، الورقة 10v.
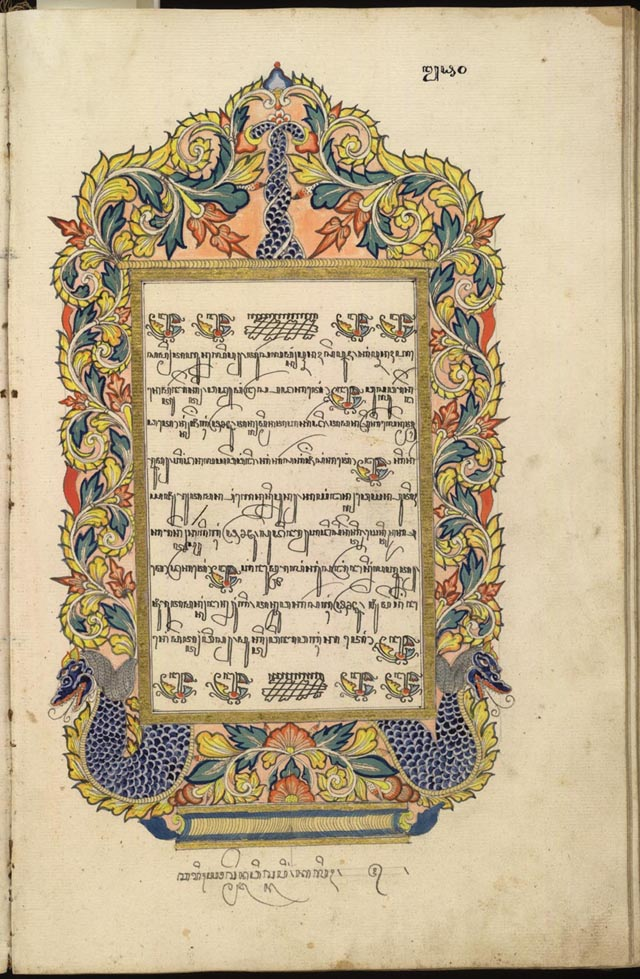
Babad Tanah Jawi.(باباد تاناه جاوي/تاريخ أرض جاوة) القرن التاسع عشر.
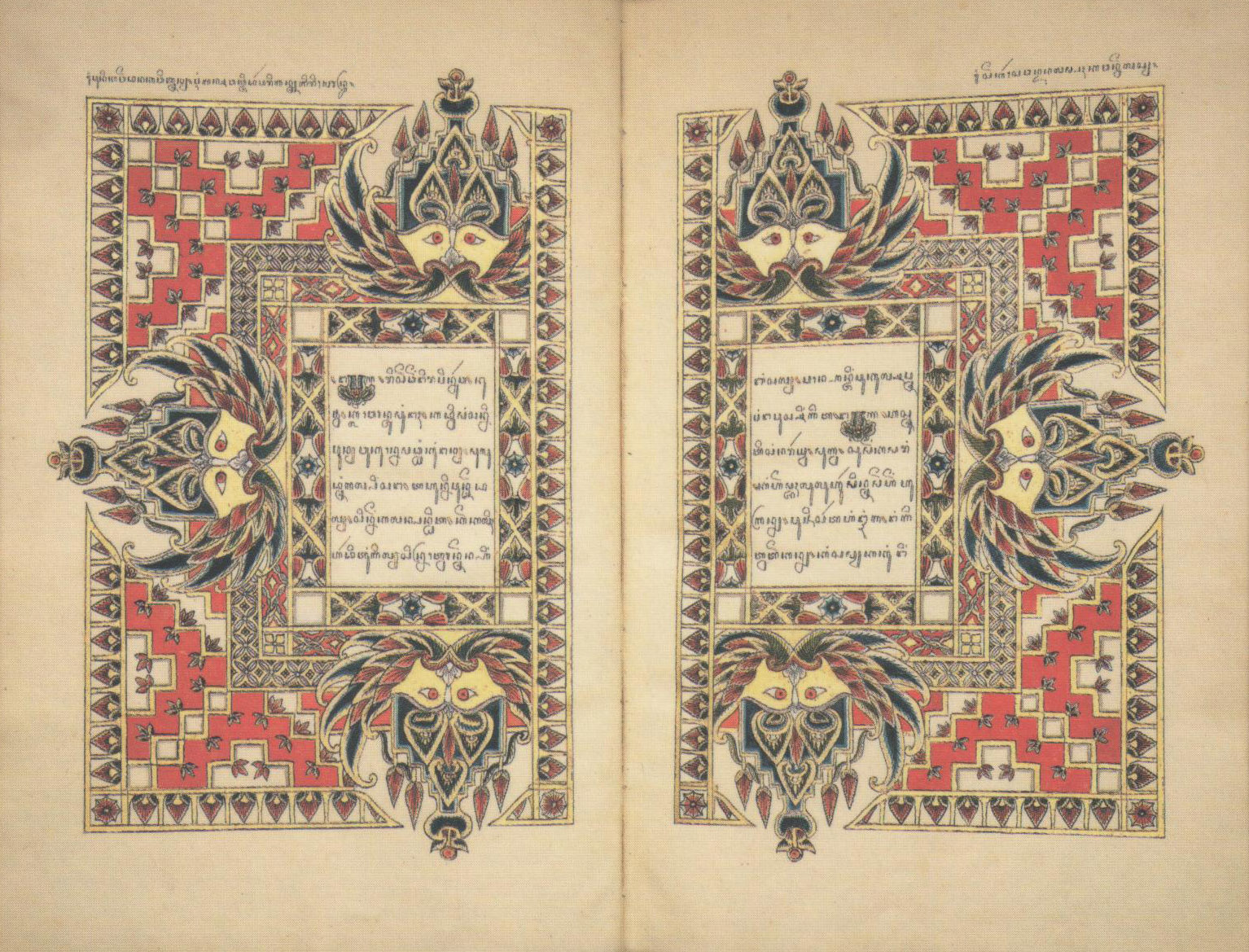
Serat Jatipustaka. القرن التاسع عشر.
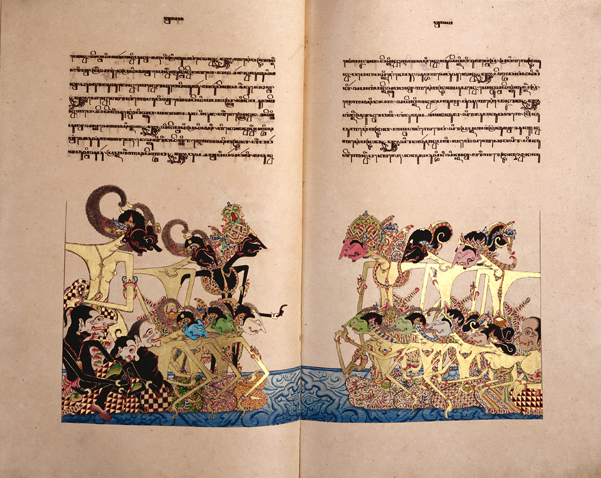
Serat Bratayudha. القرن العشرين.
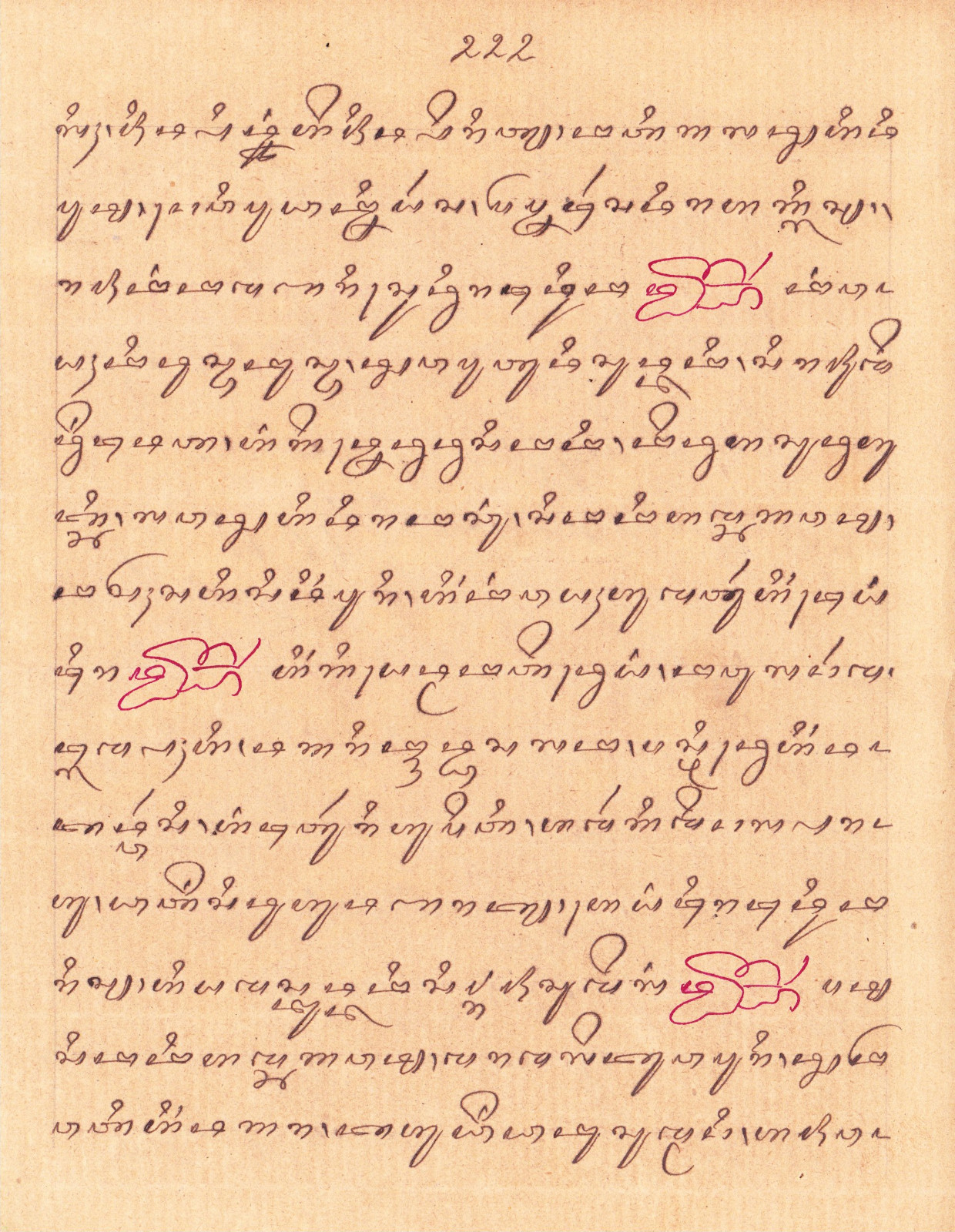
قصص أمير حمزة. أوائل ال 20 م.
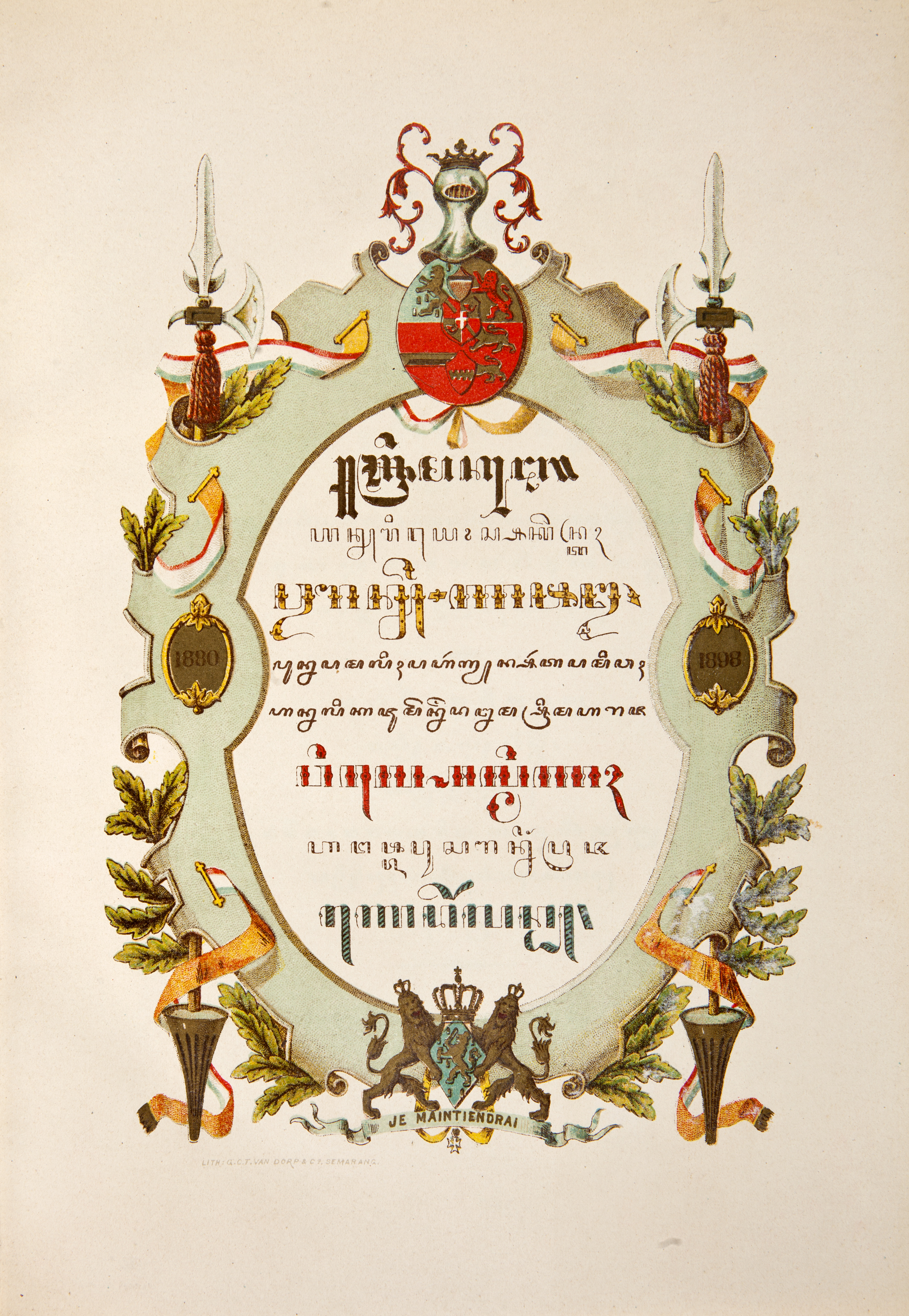
عنوان كتاب من عام 1898 ، والذي يبين التأثير الأوروبي في الجاوية.

### في اللافتات العامة

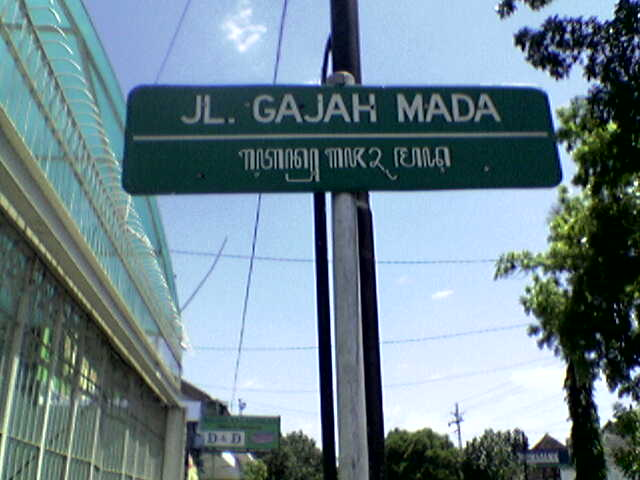
علامة شارع غاجا مادا، سوراكارتا.
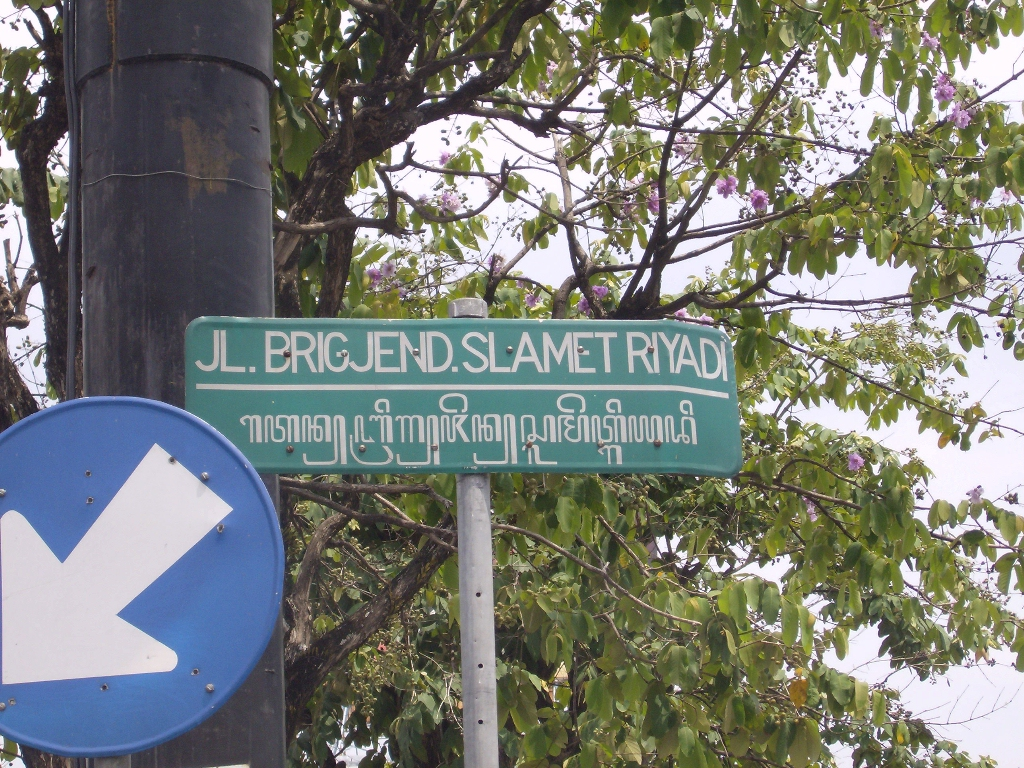
علامة شارع إشارة الرياض، سوراكارتا.
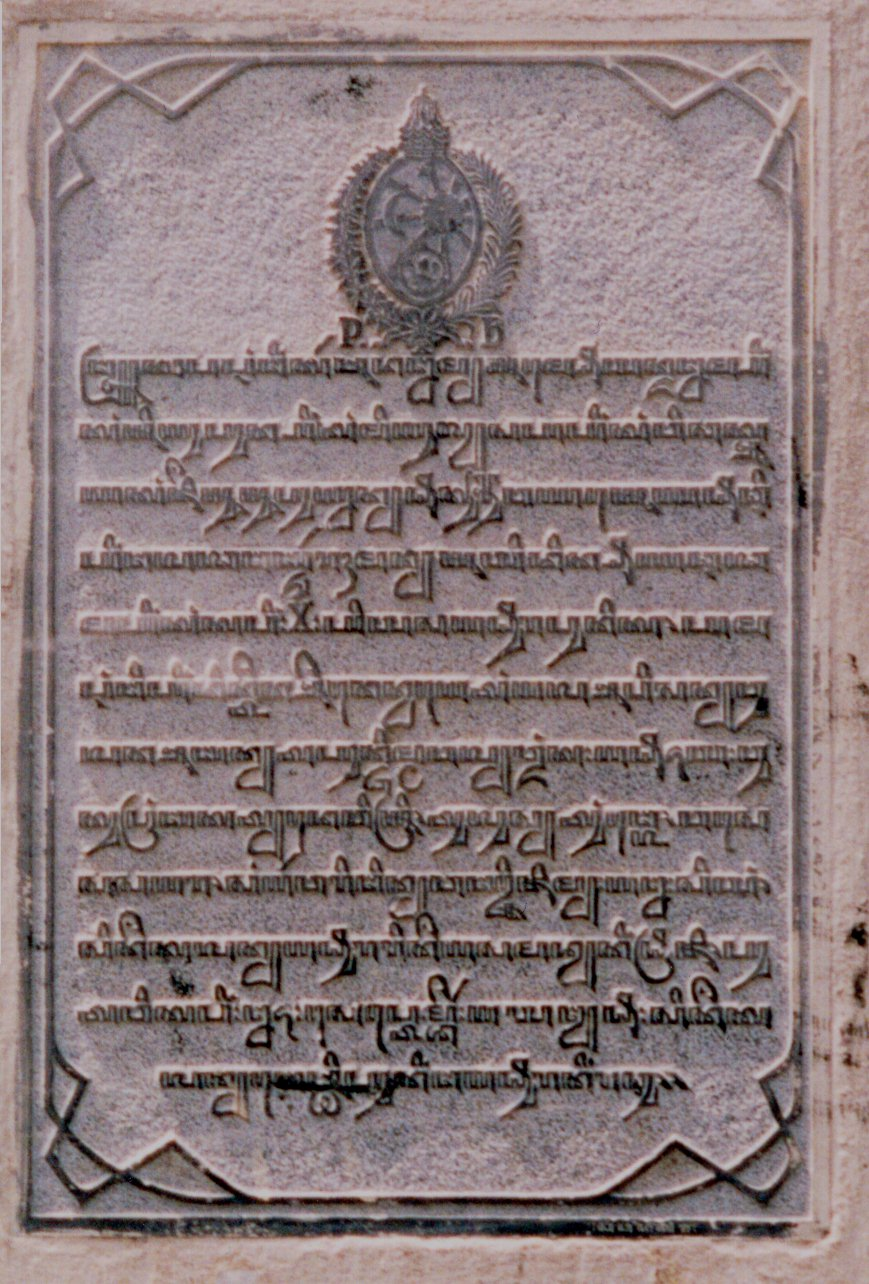
نقش باكوبوونو العاشر، سوراكارتا (1938).
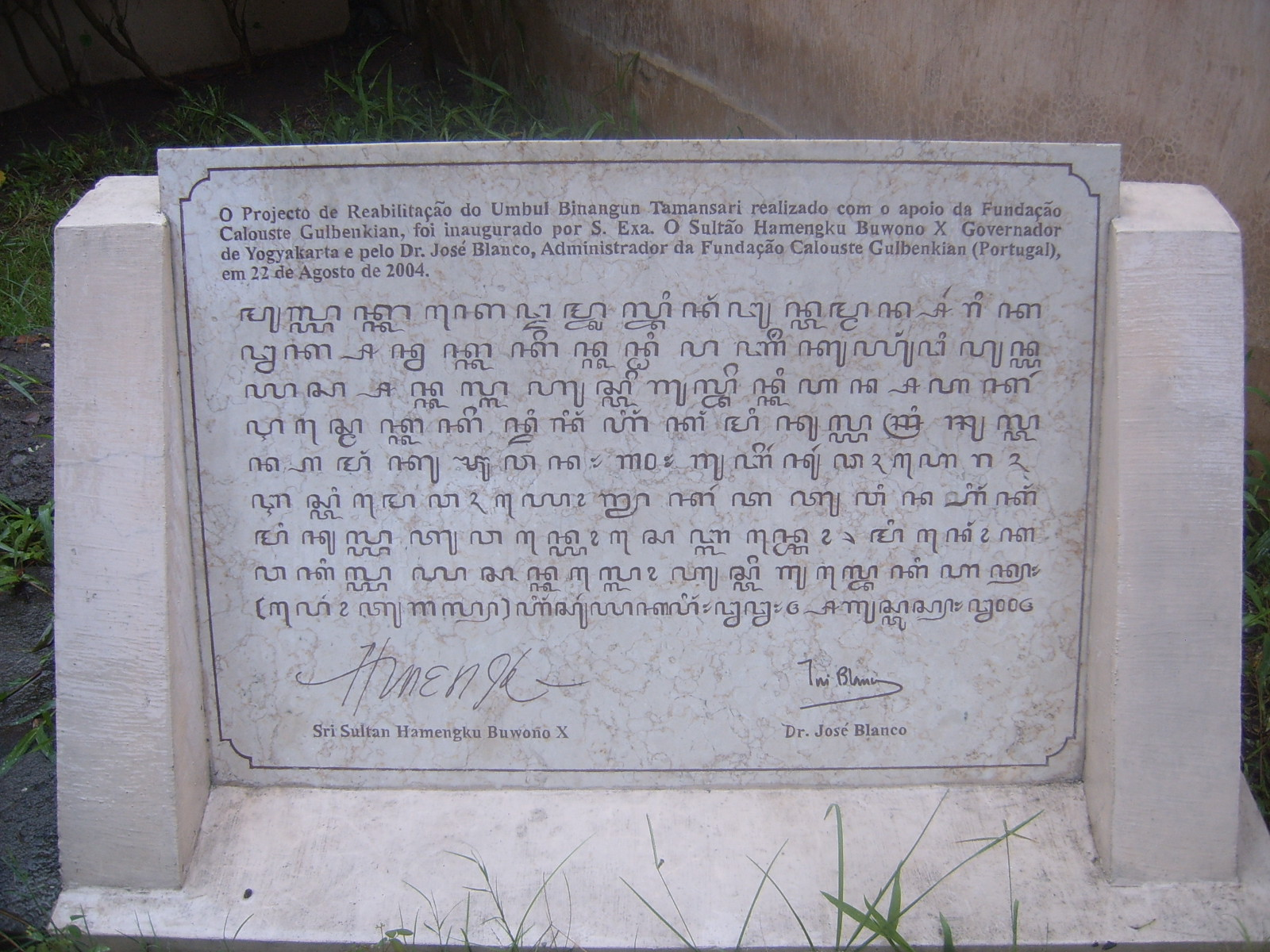
لوحة باللغتين البرتغالية والجاوية في تامان ساري، يوجياكارتا
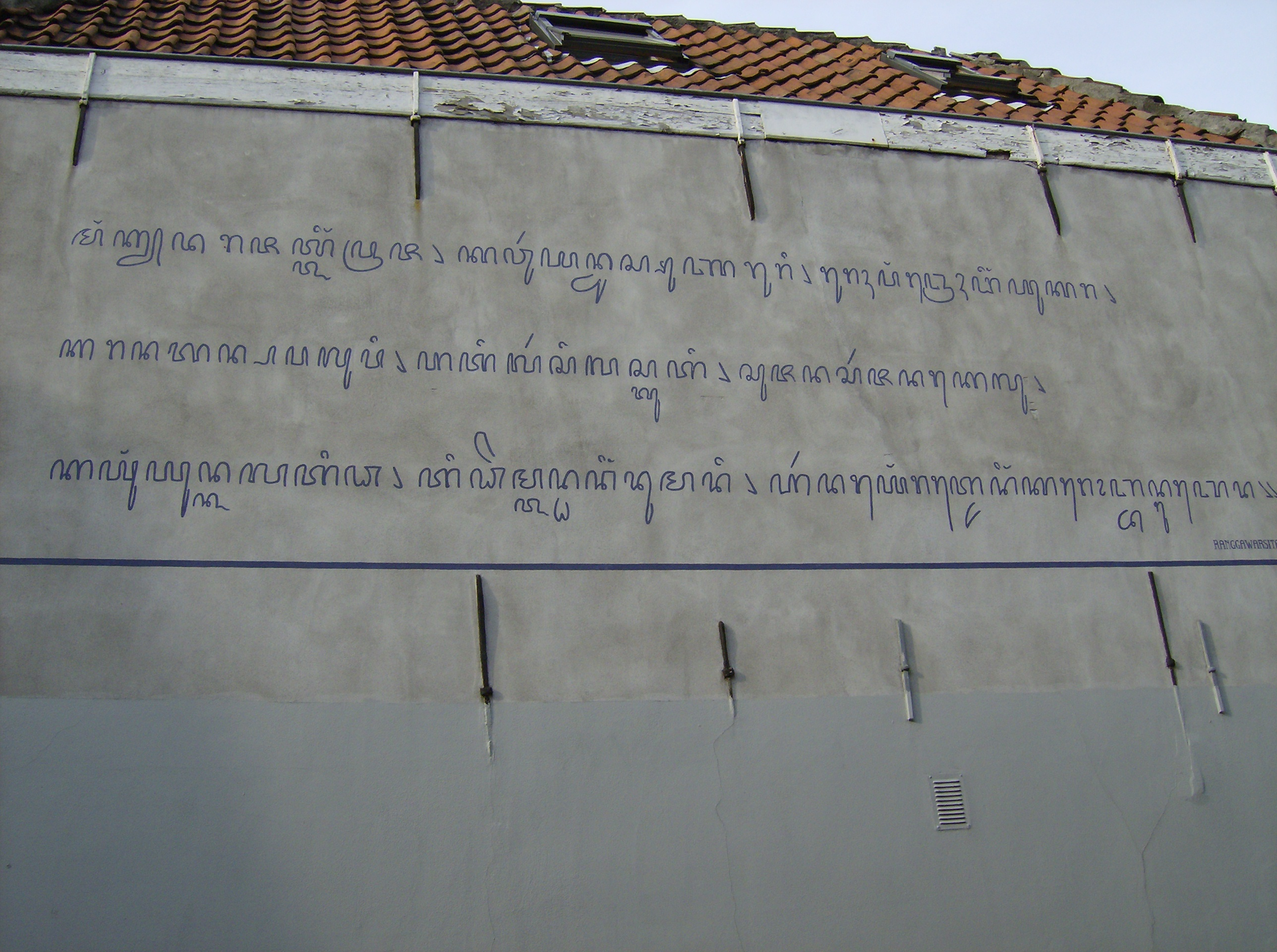
واحدة من القصائد الجدارية في ليدن بهولندا، بعنوان Serat Kalatidha.

## وصلة خارجية
- Tuladha Jejeg, Unicode Font of Javanese script You can download and install this font and keyboard. To try it, use Ms Word on Windows, to change font betwen latin alphabet dan javanese, active first your language icon "IN" (Indonesia) on language bar at left bottom computer screen. To view your current keyboard, click on the Start menu button, choose "run" type "on screen keyboard" or "osk" and then ok.
- Official website HANACARAKA v.1.0 نسخة محفوظة 5 يناير 2012 على موقع واي باك مشين. http://jupa-haphap.blogspot.com/2012/11/aplikasi-hanacaraka-v10-belajar-menulis.html download
- download HANACARAKA v.1.0 Latin and Javanesse converter download FONT aksara jawa
- Latin to Javanesse converter online
- http://unicode-table.com/en/sections/javanese-alphabet/